# Armory Show (konstmässa)

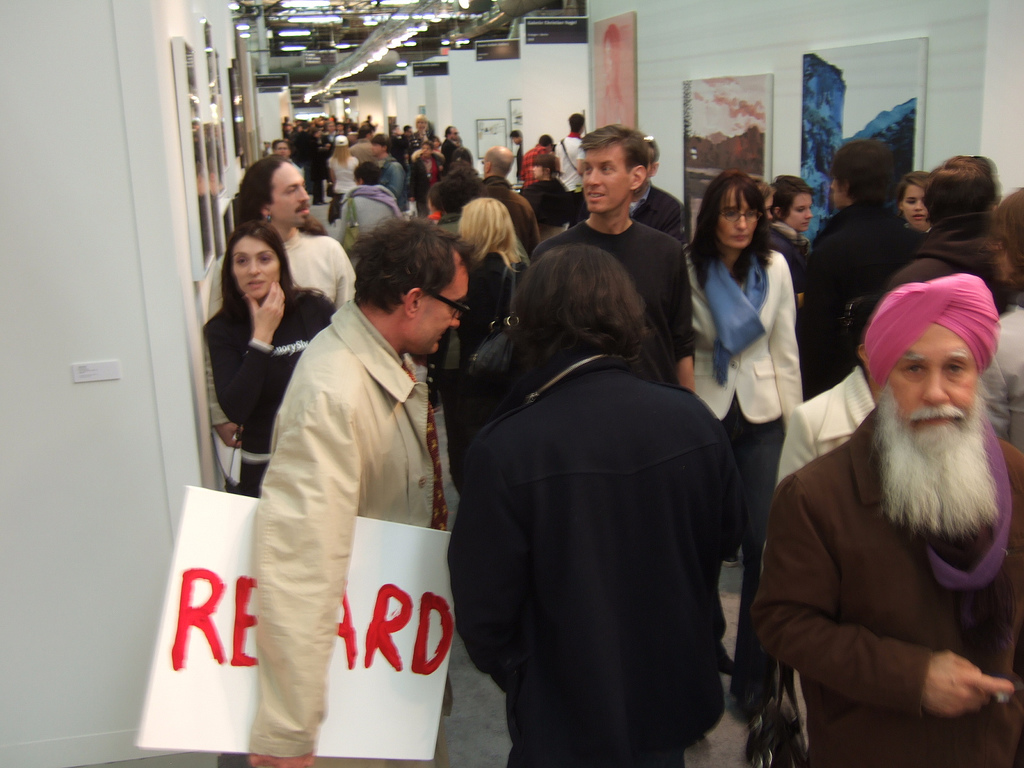
Besökare på konstmässan Armory Show.

Armory Show är en årlig konstmässa för samtida konst i New York i USA. 
Konstmässan Armory Show startade 1994 som Gramercy International Art Fair, som hölls i Gramercy Hotel i New York av fyra gallerister. Konstmässan växte ur dessa lokaler och omdöptes till Armory Show 1999, då den för första gången hölls i 69th Regiment Armory vid hörnet Lexington Avenue och 26th Street, som också var lokalen för den kända Armory Show 1913.
Konstmässan hålls under fyra dagar i mars månad, sedan 2001 på hamnpirer vid Hudsonfloden på Manhattans västsida (2015 på pirarna nummer 92 och 94). Den hade 65 000 besökare 2014. I Armory Show 2010 deltog 210 gallerier och i 2015 års Armory Show 199 gallerier.

## Särskilt inbjudna konstnärer
Källa: 
- 2012 Theaster Gates
- 2013 Liz Magic Laser
- 2014 Xu Zhen
- 2015 Lawrence Abu Hamdan
- 2016 Kapwani Kiwanga